# Frihed til at være en fange
Frihed til at være en fange er det syvende studiealbum fra den danske popsanger Tue West. Det blev udgivet den 5. november 2021.
Musikmagasinet GAFFA gav albummet tre ud af seks stjerner.

## Trackliste
1. "Håb Og Breve"
2. "Frihed Til At Være En Fange"
3. "Det Er Stadig Vores Stemmer"
4. "Stille Sten"
5. "Levede, Som Var Det Sidste Gang"
6. "Kan Du Bære Mere På Dine Vægtløse Skuldre"
7. "Virkeligheden Fløj Forbi"
8. "Livet Lige Ovenpå Os"